# Трутнев, Василий Кузьмич
Василий Кузьмич Трутнев — советский учёный-оториноларинголог, организатор здравоохранения.

## Биография
Родился по разным данным в 1891 году или 7 марта[по какому календарю?] 1892 года в селе Мокрое Жиздринского уезда Калужской губернии, в крестьянской семье.
Учился в Калужской духовной семинарии, но в 5-м классе оставил учёбу по собственному желанию и в 1911 году поступил на медицинский факультет Варшавского университета. После 2-го курса из-за недостатка средств прервал учёбу и работал в земских больницах Жиздринского уезда в течение года. В 1914 году перевёлся на медицинский факультет Саратовского университета, который окончил в 1916 году.
В сентябре 1916 года начал экстернатуру в клинике болезней носа, горла и ушей Саратовского университета, но в октябре был мобилизован. Служил сначала при городской управе Саратова, затем в Балашове вторым врачом Репьевской больницы; с января по март 1917 года в Казани, а затем ординатором военных госпиталей Саратова до демобилизации в 1918 году.
С марта 1917 года сверхштатный ординатор, с сентября того же года — штатный ординатор, с 21 января 1919 года преподаватель, с 1920 года — штатный ассистент кафедры оториноларингологии Саратовского университета под руководством М. Ф. Цытовича. В 1923 году опубликовал монографию «Симптом Кернига при заболеваниях носа, гортани и ушей», за которую получил учёную степень доктора медицинских наук. В 1924 году стал самостоятельным преподавателем (старшим ассистентом) кафедры.
22 мая 1925 года избран профессором кафедры оториноларингологии Казанского университета. С 1926 года одновременно заведовал кафедрой оториноларингологии в Государственном институте для усовершенствования врачей им. В. И. Ленина до объединения этих кафедр в 1930 году. С 1933 года работал директором организованного при его участии Татарского НИИ теоретической и клинической медицины, а после передачи НИИ в ведение Казанского мединститута стал заместителем директора по научной части.
Был избран депутатом Верховного Совета СССР первого созыва. С 1938 года на работе в Наркомздраве СССР: сначала начальник Управления научно-исследовательскими институтами, затем председатель Учёного совета. С 1940 по 1943 год заведовал кафедрой оториноларингологии Центрального института усовершенствования и специализации врачей и организаторов здравоохранения.
С 1941 года заведующий кафедрой оториноларингологии 3-го Московского медицинского института[уточнить]. Одновременно с этим с 1942 года главный оториноларинголог эвакогоспиталей Минздрава РСФСР, с 1943 года директор Центрального НИИ оториноларингологии.
Член КПСС. В разное время был членом Президиума Центральной избирательной комиссии Татарской АССР, главным оториноларингологом Минздрава РСФСР.
Умер 11 декабря 1960 года после продолжительной тяжёлой болезни.

## Научное наследие
Основные публикации посвящены физиологии верхних дыхательных путей, применению бронхоскопической аспирации при воспалительных процессах в легких, удалению инородных тел из дыхательных путей. Также уделял внимание тонзиллитам, аллергиям, влиянию диффузных болезней соединительной ткани на функции ЛОР-органов, клинике атипичных форм мастоидита, вопросам лечения хронических стенозов гортани и организации оториноларингологической помощи населению. Был редактором 11 сборников научных трудов. В годы Великой Отечественной войны был руководителем и участником разработки ряда методов щадящего хирургического лечения ранений гортани. В 1951 году предложил оригинальную конструкцию трахеобронхоскопа.
В 1939—1941 годах был редактором журнала «Вестник оториноларингологии», затем до конца жизни входил в его редколлегию.

## Награды
- Два ордена Ленина.
- Медали[1].
- Заслуженный деятель науки РСФСР (1940)[5].
- Почётный член Казанского, Саратовского и Пермского научных обществ оториноларингологов[1].